# Henri Ier d'Oldenbourg
Pour les articles homonymes, voir Henri Ier.
Henri Ier est un prince de la maison d'Oldenbourg né vers 1122 et mort en 1167. Il est comte d'Oldenbourg-Wildeshausen de 1142 à sa mort.

## Biographie
Henri est le fils du comte d'Oldenbourg Egilmar II et de son épouse Eilika de Werle-Rietberg. Il succède à son père aux côtés de son frère Christian. Les territoires de la famille sont divisés entre les deux frères : Christian conserve Oldenbourg, tandis qu'Henri reçoit Wildeshausen et fonde la branche d'Oldenbourg-Wildeshausen. Il ne semble pas avoir participé au conflit entre son frère et le duc de Saxe Henri le Lion.

## Mariage et descendance
Henri Ier épouse Salomé de Gueldre, fille du comte Gérard II de Gueldre. Ils ont cinq enfants :
- Henri II (de) (mort en 1197), comte d'Oldenburg-Wildeshausen ;
- Othon (mort en 1217), évêque de Münster.
- Gérard (mort en 1219), évêque d'Osnabrück puis archevêque de Brême ;
- Béatrice (morte vers 1224), abbesse de Bassum (de).
- une fille (morte après 1167), épouse le comte Wedekind de Stumpenhausen.